# André Holst

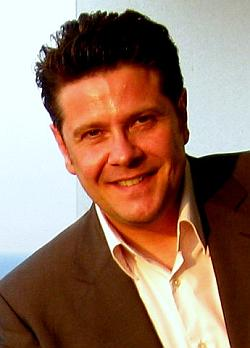
André Holst

André Holst (* 6. Juli 1964 in Lübeck) ist ein deutscher Radiomoderator, Journalist, Showmaster und Entertainer.

## Leben
Nach einer Ausbildung zum Musikalienfachhändler und Orgellehrer in Lübeck, studierte Holst Schauspiel, Musical und Theaterpädagogik in Hamburg, spielte Theater und wechselte 1990 in die Medienbranche. Er arbeitet seit 1990 beim MDR, parallel dazu war er eine Zeitlang bei Radio NORA tätig.
André Holst arbeitet sowohl im Radio als auch im Fernsehen, so zunächst mit dem Vierteiler Fifty-Fifty, welcher im Abendprogramm des MDR ausgestrahlt wurde. Weitere Sendungen sind MDR um 12, das MIMA-Länderquiz sowie die Show LANGER SAMSTAG. Daneben sagte er im NDR die Programme dieses Senders an.
Neben seiner journalistischen Arbeit in Deutschland arbeitet er in England mit Swing, u. a. ging er als erster deutscher Entertainer mit dem Syd Lawrence Orchestra auf England-Tournee, auf der Expo 2000 spielte auch dieses Orchester. Seit 2006 arbeitet er in Deutschland mit dem Orchester Hans Leonhardt zusammen und gibt Gastspiele.
Als Sänger war er u. a. Gast in folgenden Sendungen:
NDR-Talkshow, ARD-Wunschbox, ZDF-Fernsehgarten, NDR-Sonntakte, Bei Hübner, MDR – Alles Gute, Lachen ist Trumpf, Spötter, Spaß und Spitzenkräfte, MDR-Silvestergala, Das perfekte Promi-Dinner (VOX) sowie in der Malcolm Laycock-Show bei der BBC.
2010 gründete er das Theater in der Grüne Zitadelle von Magdeburg. Das Haus gab er nach einem Jahr wieder auf.
André Holst lebt seit Sommer 2018 in Bad Lauterberg im Südharz und hat am 16. November 2022 Justin Egginton geheiratet.

## Engagement
Seit 1996 engagiert sich André Holst im Bereich der allgemeinen Wohlfahrt. Hierzu organisiert er sog. Charity-Talkreihen in Deutschland, in denen prominente Persönlichkeiten aus den Bereichen Kultur, Politik und Sport auftreten. Eine Vielzahl von Stiftungen und Initiativen konnte bislang davon profitieren.
Im Sommer 2018 gründete er in Bad Lauterberg im Harz die Initiative Haus mit Herz, durch die unbürokratisch schnell, individuelle Problemlösungen und neue Wege für besondere Menschen gefunden werden.

## Ehrungen
- 2000: Peter-Frankenfeld-Preis[6] für künstlerische Vielseitigkeit und humanitäres Engagement
- 2002: Jazz Award[7] für die Sparte „Gesang/Swing“ die CD „Thats Swing“ von André Holst mit Chris Deans European Swing Orchestra bei Nagel-Heyer Records.
- 2016: smago! Award, „Charity-Ehrenpreis“ für 20 Jahre Showtalk

## Radio-Specials
Am 8. September 1990 moderierte Andre Holst seine erste Radio-Show aus der Stadthalle in Magdeburg. Damit gab er sein Radio-Debüt als Moderator & Produzent. Neben wöchentlichen Frühsendungen und Magazinen, moderierte er folgende Spezial-Sendungen:
- 1990 bis 1991: Live-Zeit, die Radio-Show von und mit André Holst, für Radio Sachsen-Anhalt, Ferienwelle, Radio MV und Radio MK (25 Folgen)
- 1992 bis 2015: COCKTAIL – mit Swing & Charme ins Wochenende, die Radio-Show zum Wochenende bei MDR Sachsen-Anhalt (wöchentlich)
- 2015 bis 2025: MADE IN GERMANY – André präsentierte 10 Jahre das Beste, was die dt. Musikszene zu bieten hat, stellte Singer-Songwriter vor, die Neuerscheinungen der Woche und führte zahlreiche Talks mit Stars & Sternchen.  (wöchentlich)

## TV-Shows
- 1992: Fifty-Fifty, MDR-Showreihe (Moderator, 4 Folgen)
- 1992: Meine Show, MDR-Showreihe (Außenreporter, 2 Folgen)
- 1993: Meine Show, MDR-Show (Außenreporter)
- 1996: Von ganzem Herzen, MDR-Show (Sänger)
- 1996: Glück muss man haben, MDR-Show (Gastauftritt)
- 1996: Prost Neujahr, MDR Silvestershow (Sänger)
- 2000: Herman & Tiedjen, NDR-Talkshow (Talk- und Gesangsgast)
- 2000: Sonntakte mit Anneliese Rothenberger, NDR-Ostershow (Sänger)
- 2000: MDR UM 12, MDR-Magazin (Talkgast)
- 2000: Fernsehgarten, ZDF-Magazin (Sänger)
- 2001: Zoo-Safari, MDR-Doku (Moderator, 100 Folgen)
- 2001: Alles Gute, MDR-Show (Moderator, Sänger)
- 2002: Gute Reise, MDR-Doku (Moderator, 30 Folgen)
- 2003: 50 Jahre Jacob Sisters, MDR-Show (Moderator)
- 2004: Gleich schlägts 13, MDR-Comedy (Schauspieler, Produzent, 10 Folgen)
- 2004: Doktorspiele, MDR-Quizshow (Moderator)
- 2006: Lachen ist Trumpf, MDR-Show (Moderator)
- 2007: Sternstunden, MDR-Show (Moderator)
- 2009: Das perfekte Promi-Dinner, VOX-Show (Mitwirkender)
- 2010: Prominent, VOX-Magazin (Talkgast)

## LP/CDs/DVDs
- Tribute to Sinatra (1999) mit dem Orchester Paul Kuhn. Special Guest: Dagmar Frederic
- Wenn Weihnachten naht (2000) mit dem Orchester Alfred Hause
- Deine Liebe macht mich stark (2001) erste deutsche Produktion
- That's Swing (2002) mit dem European Swing Orchestra/London unter der musikalischen Leitung von Chris Dean. Special Guest: Mary Roos
- Was kann ich denn dafür (2003) mit den Jacob Sisters
- Peter Frankenfeld DVD (2005) die schönsten Sketche aus Musik ist Trumpf
- Harald Juhnke DVD (2007) die schönsten Sketche aus Musik ist Trumpf
- Zeitschiff Unicorn CD (2018) Hörspiel um die Flucht nach Pepperland
- Tribute To Dean Martin (2020) Musikclip im Duett mit Ernst Richard Dobbert